# Shannon Berry
Shannon Berry (Port Headland, 27 de julio de 1999) es una actriz australiana, conocida por sus interpretaciones en series como: The Wilds (2020), Watson (2024) y Los supervivientes (2025).

## Biografía
Berry nació en Port Hedland y pasó su primera infancia en Pilbara antes de mudarse a Dianella a los ocho años.  Posteriormente se mudó a Perth, capital del estado de Australia Occidental, donde pasó su adolescencia. Comenzó a actuar mientras estaba en la escuela primaria en la Escuela Comunitaria Anglicana John Septimus Roe y posteriormente asistió a la escuela secundaria superior Mount Lawley, hasta 2016. Poco después se mudó a Melbourne para buscar trabajos de actuación.
Berry apareció en la comedia dramática australiana Offspring, para Network Ten, en 2017 a los dieciséis años. También apareció en la nueva versión de Romper Stomper, dirigida por Geoffrey Wright y convertida en serie de televisión para Stan. En 2016 interpretó a Emme en la serie de Syfy, Hunters, dirigida por Gale Anne Hurd. En 2018, apareció en su primer largometraje, junto a Jacqueline McKenzie, llamado The Gateway.
Berry interpretó a la dura adolescente texana Dot Campbell en la serie dramática de supervivencia en una isla desierta de Amazon Video, The Wilds, que duró dos temporadas entre 2020 y 2022. Fue elegida junto a Emilia Jones para la película dirigida por Susanna Fogel, Winner. Berry tuvo un pequeño papel que fue escrito específicamente para ella, en la película independiente Slant, filmada en Melbourne.
En 2024, apareció en la serie de televisión australiana de suspenso y misterio High Country y al año siguiente formó parte del elenco de la serie de Netflix, Los supervivientes (The Survivors). Basada en la novela homónima de Jane Harper de 2020, la serie se estrenó el 6 de junio de 2025.

## Filmografía

### Televisión
| Año       | Título              | Papel         | Notas                  | Ref.   |
| --------- | ------------------- | ------------- | ---------------------- | ------ |
| 2016      | Hunters             | Emme          | 10 episodios           |        |
| 2017      | Offspring           | Brody Jordan  | 22 episodios           | [ 13 ] |
| 2018      | Romper Stomper      | Moo           | 2 episodios            |        |
| 2018      | Monday Night Menace | Abbey         | 4 episodios            |        |
| 2020-2022 | The Wilds           | Dot           | 18 episodios           |        |
| 2024      | High Country        | Sophie        | 4 episodios            |        |
| 2024      | Fake                | Montana       | 2 episodios            |        |
| 2025      | Watson              | Autumn Franco | Episodio: «Pilot»      |        |
| 2025      | Los supervivientes  | Bronte        | Miniserie; 6 episodios | [ 12 ] |

### Cine
| Año  | Título       | Papel           | Notas        | Ref.   |
| ---- | ------------ | --------------- | ------------ | ------ |
| 2024 | Skin to Skin | Maebel          | Cortometraje |        |
| 2024 | Winner       | Kaylee Thompson |              | [ 14 ] |
| 2022 | Slant        | Samantha        |              |        |
| 2018 | The Gateway  | Samantha        |              |        |